# Christian Swierczinski
Christian „Tarzan” Swierczinski (ur. 28 lipca 1947 w Saint-Maime-de-Péreyrol, zm. 12 grudnia 2016 w Bègles) – rugbysta francuski. Był graczem rugby union, grał w CA Bègles-Bordeaux i reprezentacji Francji, pierwszy mecz rozegrał 22 lutego 1969 przeciw reprezentacji Anglii, jego drugi i ostatni mecz rozegrał 2 lipca 1977 z zespołem Argentyny.